# Canton (Misuri)
Canton es una ciudad ubicada en el condado de Lewis en el estado estadounidense de Misuri. En el Censo de 2010 tenía una población de 2377 habitantes y una densidad poblacional de 354,62 personas por km². Está situada sobre la margen derecha del río Misisipi, que la separa de Illinois. 

## Geografía
Canton se encuentra ubicada en las coordenadas 40°7′48″N 91°31′33″O / 40.13000, -91.52583. Según la Oficina del Censo de los Estados Unidos, Canton tiene una superficie total de 6.7 km², de la cual 5.92 km² corresponden a tierra firme y (11.71%) 0.78 km² es agua.

## Demografía
Según el censo de 2010, había 2377 personas residiendo en Canton. La densidad de población era de 354,62 hab./km². De los 2377 habitantes, Canton estaba compuesto por el 91.96% blancos, el 5.3% eran afroamericanos, el 0.21% eran amerindios, el 0.46% eran asiáticos, el 0.17% eran isleños del Pacífico, el 0.63% eran de otras razas y el 1.26% pertenecían a dos o más razas. Del total de la población el 1.77% eran hispanos o latinos de cualquier raza.